# Vrani
Vrani – wieś w Rumunii, w okręgu Caraș-Severin, w gminie Vrani. W 2011 roku liczyła 755 mieszkańców. 